# Feketefejű szerkő
A feketefejű szerkő (Chlidonias albostriatus) a madarak osztályának a lilealakúak (Charadriiformes) rendjébe és a csérfélék (Sterniidae) családjába tartozó faj.
A magyar név forrással nincs megerősítve.

## Előfordulása
Új-Zéland területén honos.